# Srbský kulturní klub

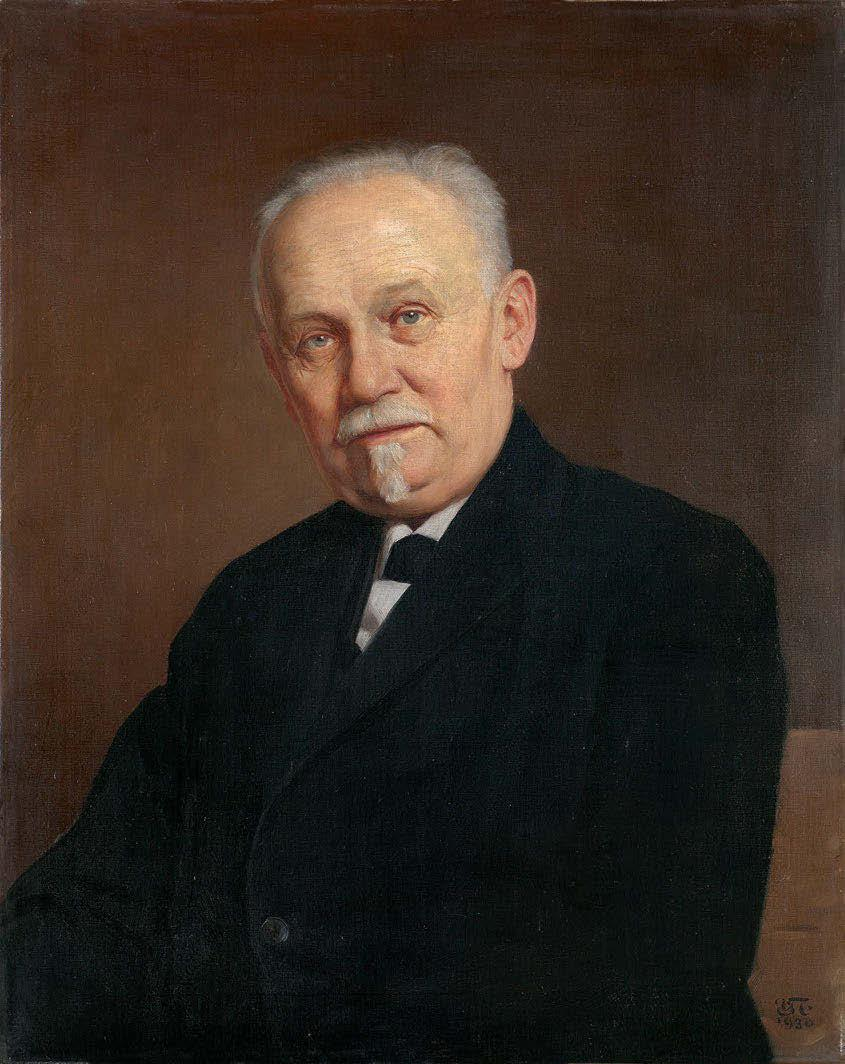
Slobodan Jovanović, předseda Srbského kulturního klubu

Srbský kulturní klub (srbsky Српски културни клуб/Srpski kulturni klub) byl jugoslávskou organizací srbských intelektuálů. Působil v době existence Království Jugoslávie (1936 – 1941), a to na celém území monarchie. Nejvíce členů však měl v oblasti, kde převažovalo srbské obyvatelstvo.
Politicky klub inklinoval k nacionalistickým pozicím; oficiální důvod jeho vzniku byla "stále více nerovnoprávná pozice srbského národa v zemi".[zdroj?] Založen byl v Sarajevu na návrh místního advokáta a politika Nikoly Stojanoviće. Mezi jeho zakladately bylo 23 univerzitních profesorů,
Členové Srbského kulturního klubu byli profesoři vysokých škol, bankéři a také intelektuálové. Jeho předsedou byl intelektuál a právník Slobodan Jovanović.
Klub vydával svůj časopis Srpski glas, jehož redaktorem byl Dragiša Vasić. Spolupracoval na jeho tvorbě i Justin Popović. Jeho heslo znělo Silné srbství – Silná Jugoslávie.
Mnozí z členů Srbského kulturního klubu se po dubnové válce zapojili do hnutí odporu proti německé okupaci Srbska a vstoupili do řad tzv. jugoslávského vojska ve vlasti – četnické a nacionalistické armády. Jednalo se např. o Stevana Moljeviće, Mladena Žujoviće, Vojislava Vujanace, či Dragoslava Stranjakoviće. Komunisté vnímali Srbský kulturní klub jako buržoazní a nacionalistickou organizaci.[zdroj?]